# Mary Lynn Rajskub

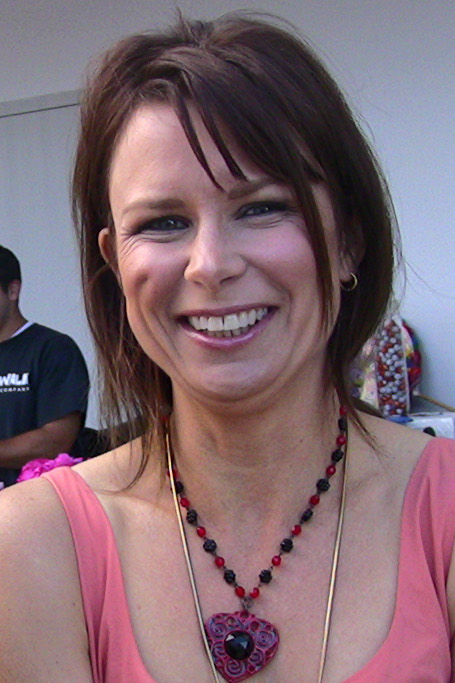
Mary Lynn Rajskub (2011)

Mary Lynn Rajskub (* 22. Juni 1971 in Detroit, Michigan) ist eine US-amerikanische Schauspielerin, die vor allem durch ihre Darstellung der Chloe O’Brian in der Fernsehserie 24 bekannt wurde.

## Biographie
Mary Lynn Rajskubs Mutter Betty ist Apothekenhelferin und ihr Vater Tony Schlosser. Sie hat zwei ältere Schwestern. Rajskub machte 1989 ihren Abschluss an der Trenton High School in Trenton. Anschließend studierte sie in Detroit und später in San Francisco an der Kunstakademie. Dabei entdeckte sie ihr komödiantisches Talent und begann eine Karriere im Fernsehen.
Zu Beginn trat sie in einigen Comedy-Shows wie Mr. Show with Bob and David und Die Larry Sanders Show im US-Fernsehen auf. Zudem war sie in kleineren Rollen in verschiedenen Komödien auch im Kino zu sehen, darunter Road Trip, Punch-Drunk Love und Sweet Home Alabama.
Ihr Durchbruch kam 2003 mit einer ernsteren Rolle in der Echtzeit-Fernsehserie 24. Darin ist sie als Computerexpertin Chloe O’Brian zu sehen. Während sie in der dritten Staffel noch eine kleinere Rolle hatte, gehört sie ab der vierten Staffel zu den Hauptdarstellern von 24. Daneben hatte sie auch Gastauftritte in anderen Fernsehserien wie King of Queens und Gilmore Girls. Im Jahr 2006 spielte sie in dem Kinofilm Firewall neben Harrison Ford und Paul Bettany. Für die Fortsetzung zu 24, 24: Live Another Day nahm sie 2014 ihre Rolle als Chloe O’Brian wieder auf. 2021 war sie in dem Science-Fiction-Film The Tomorrow War zu sehen, der bei Prime Video veröffentlicht wurde.
Mary Lynn Rajskub malt und spielt Gitarre. Sie tritt als Stand-Up-Comedian auf und war eine Hälfte des Comedy-Duos Girls Guitar Club. 
Seit 2007 war sie mit dem Personaltrainer Matthew Rolph zusammen. Am 24. Juli 2008 kam das gemeinsame Kind zur Welt. Am 1. August 2009 heiratete sie Rolph in Las Vegas. Seit 2019 sind sie geschieden.

## Filmografie (Auswahl)

### Als Schauspielerin
- 1996: Lügen haben lange Beine (The Truth About Cats & Dogs)
- 1997: Who’s the Caboose?
- 1998: Bury Me in Kern Country
- 1998: The Thin Pink Line
- 1999: Magnolia
- 1999: Der Mondmann (Man on the Moon)
- 1999–2000: Veronica (Veronica’s Closet, Fernsehserie, 15 Folgen)
- 2000: Road Trip
- 2000: Ey Mann, wo is’ mein Auto? (Dude, Where’s My Car?)
- 2000: Sunset Strip
- 2001: The Anniversary Party
- 2001: Storytelling
- 2001: Beziehungen und andere Katastrophen (The Anniversary Party)
- 2002: Punch-Drunk Love
- 2002: Sweet Home Alabama – Liebe auf Umwegen (Sweet Home Alabama)
- 2002: King of Queens (The King of Queens, Fernsehserie, eine Folge)
- 2002, 2006: Gilmore Girls (Fernsehserie, 2 Folgen)
- 2003: Claustrophobia
- 2003: Natürlich blond 2 (Legally Blonde 2: Red, White & Blonde)
- 2003–2010: 24 (Fernsehserie, 126 Folgen)
- 2004: Helter Skelter
- 2004: Mysterious Skin – Unter die Haut (Mysterious Skin)
- 2006: Firewall
- 2006: Verbraten und Verkauft (Grilled)
- 2006: Little Miss Sunshine
- 2007: American Folk
- 2008: Sunshine Cleaning
- 2009: Julie & Julia
- 2009: Flight of the Conchords (Fernsehserie, eine Folge)
- 2009, 2013: It’s Always Sunny in Philadelphia (Fernsehserie, 2 Folgen)
- 2010: Royal Pains (Fernsehserie, eine Folge)
- 2011: Modern Family (Fernsehserie, eine Folge)
- 2011: Raising Hope (Fernsehserie, eine Folge)
- 2011–2012: How to Be a Gentleman (Fernsehserie, 8 Folgen)
- 2012: Dirty Work (Fernsehserie, 3 Folgen)
- 2012: The Mentalist  (Fernsehserie, Folge 5x11)
- 2012: Journey of Love – Das wahre Abenteuer ist die Liebe (Safety Not Guaranteed)
- 2012: Grey’s Anatomy (Fernsehserie, eine Folge)
- 2013: New Girl (Fernsehserie, eine Folge)
- 2013–2014: 2 Broke Girls (Fernsehserie, 5 Folgen)
- 2013: Arrested Development (Fernsehserie, 2 Folgen)
- 2013: Kings of Summer (The Kings of Summer)
- 2014: Californication (Fernsehserie, 4 Folgen)
- 2014: 24: Live Another Day (Miniserie, 12 Folgen)
- 2014: All Stars
- 2015: Sex, Death and Bowling
- 2015–2017: Brooklyn Nine-Nine (Fernsehserie, 4 Folgen)
- 2016: The Girlfriend Experience (10 Folgen)
- 2018: Night School
- 2019: Now Apocalypse (Fernsehserie, 2 Folgen)
- 2020: Dinner in America
- 2021: The Tomorrow War
- 2022: Please Baby Please
- 2022: The Dropout  (Fernsehserie, 4 Folgen)
- 2022: Daniel’s Gotta Die
- 2023: Accused (Fernsehserie, Folge 1x07)
- 2023: Viel Wirbel um Weihnachten (Dashing Through the Snow)
- 2025: North of North (Fernsehserie, 8 Folgen)

### Als Drehbuchautorin
- 2001: The Girls Guitar Club